# Masselbett

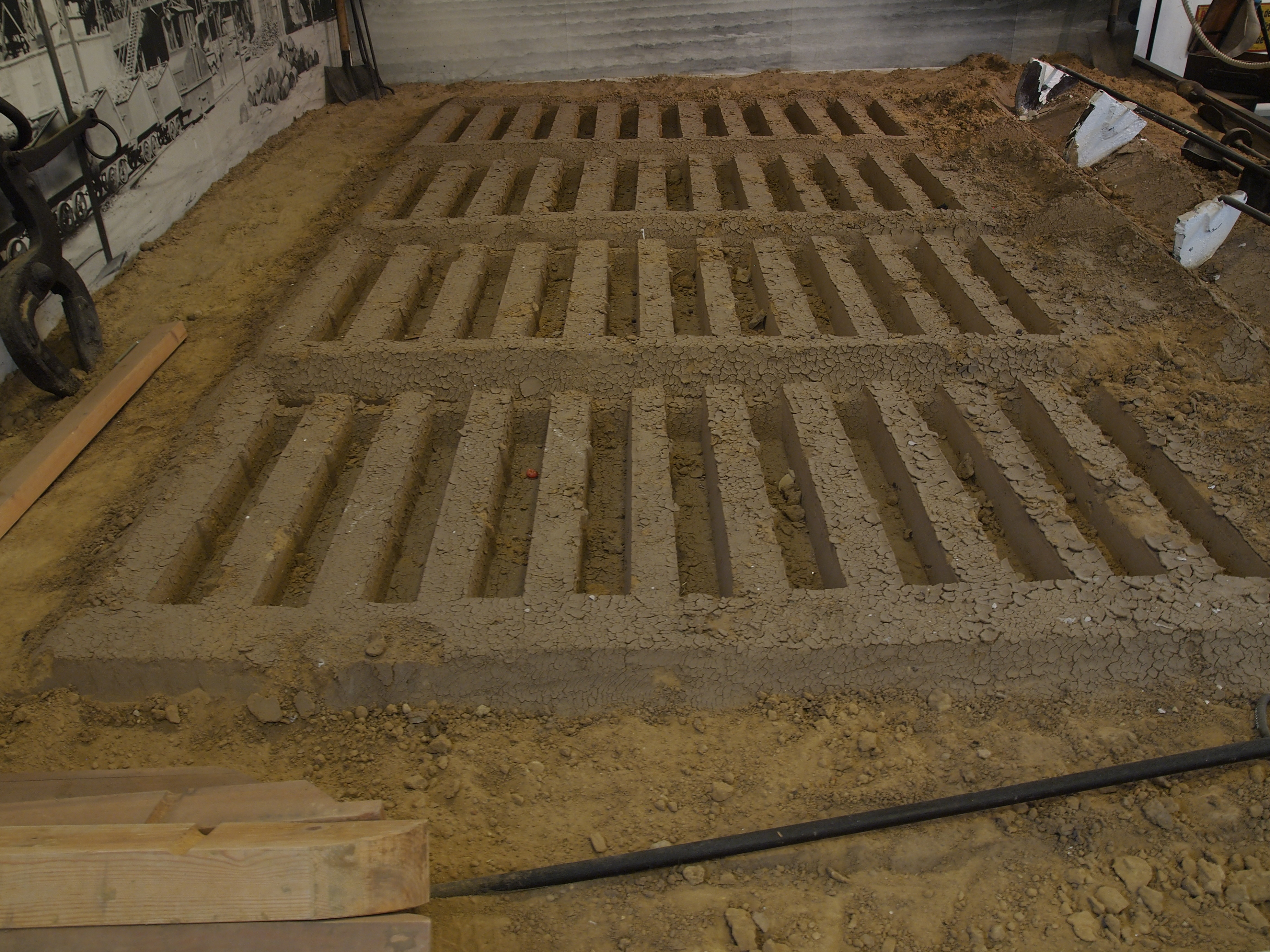
Masselbett im Lübecker Museum Herrenwyk

Ein Masselbett ist eine multiple Gussform für den Verguss von flüssigem Roheisen in Masseln. Dazu sind in der Nähe eines Hochofens in einer Fläche eine Vielzahl von Vertiefungen in Formsand eingebracht, diese sind in Reihen nebeneinander durch Gussrinnen verbunden, die selbst mit einer quer verlaufenden vom Hochofen ausgehenden Rinne kammartig verbunden sind. Beim Abstich des Hochofens läuft das flüssige Roheisen, gesteuert durch handbediente Ballerspaten aus Eisenguss (im Bild rechts zu sehen), nacheinander in die einzelnen Gussrinnen und füllt die Masselformen. Nach Erkalten sind die Masseln (Metallbarren) für die Weiterverarbeitung dem Masselbett zu entnehmen. Diese Eisenbarren werden im Kupolofen zu Gusseisen weiterverarbeitet.
Technisch wurde das Masselbett von Masselgießmaschinen abgelöst, die, in einer Kette nach Art eines Transportbandes, Masselformen an der Gussstelle vorbeiführen und die dabei mit dem flüssigen Roheisen befüllt werden.

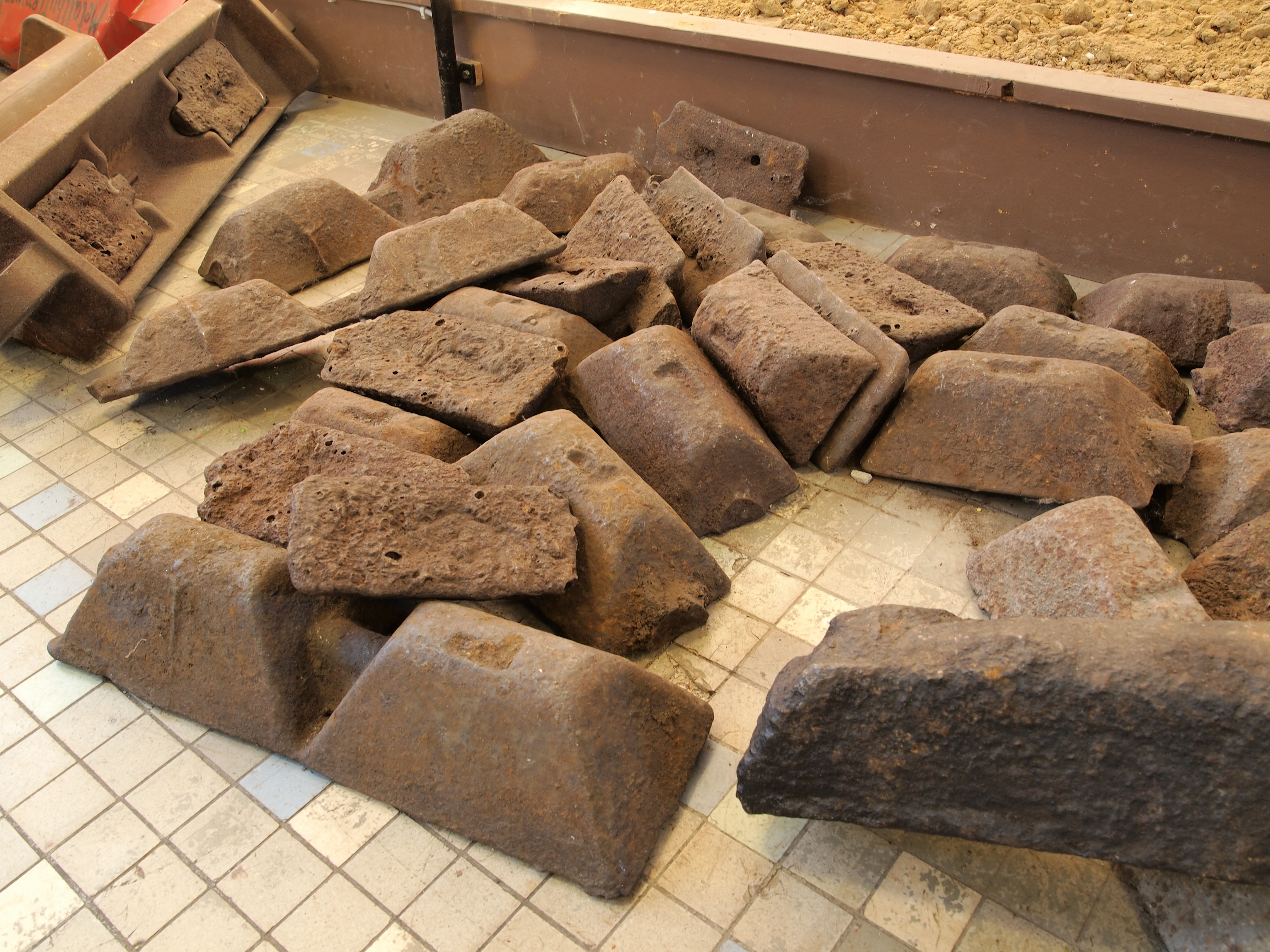
Masseln unterschiedlicher Größe, links Masselform aus Stahl
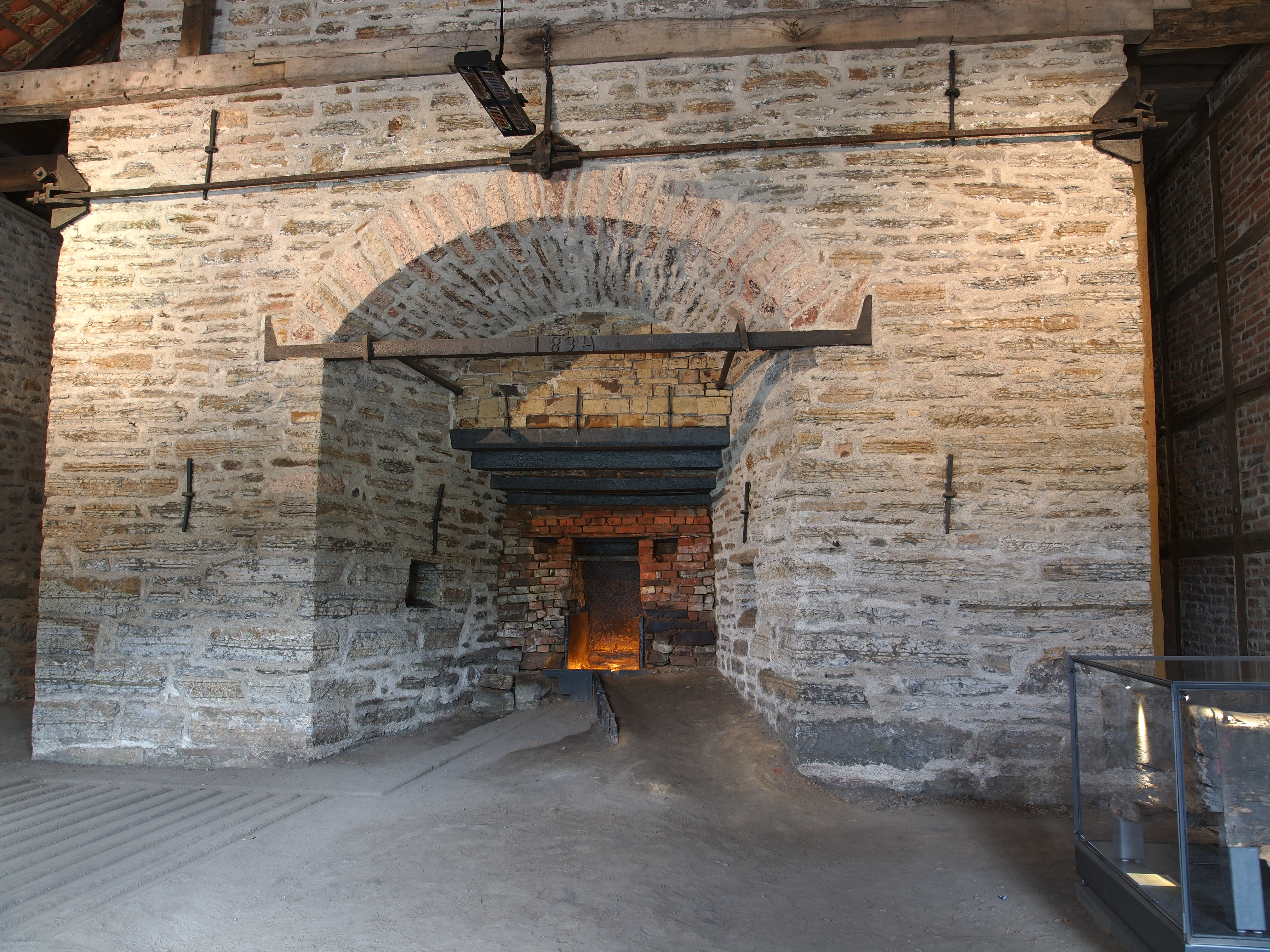
Hochofen der Luisenhütte mit  Abstichrinne links, mit dem Masselbett verbindend (ca. 1850)
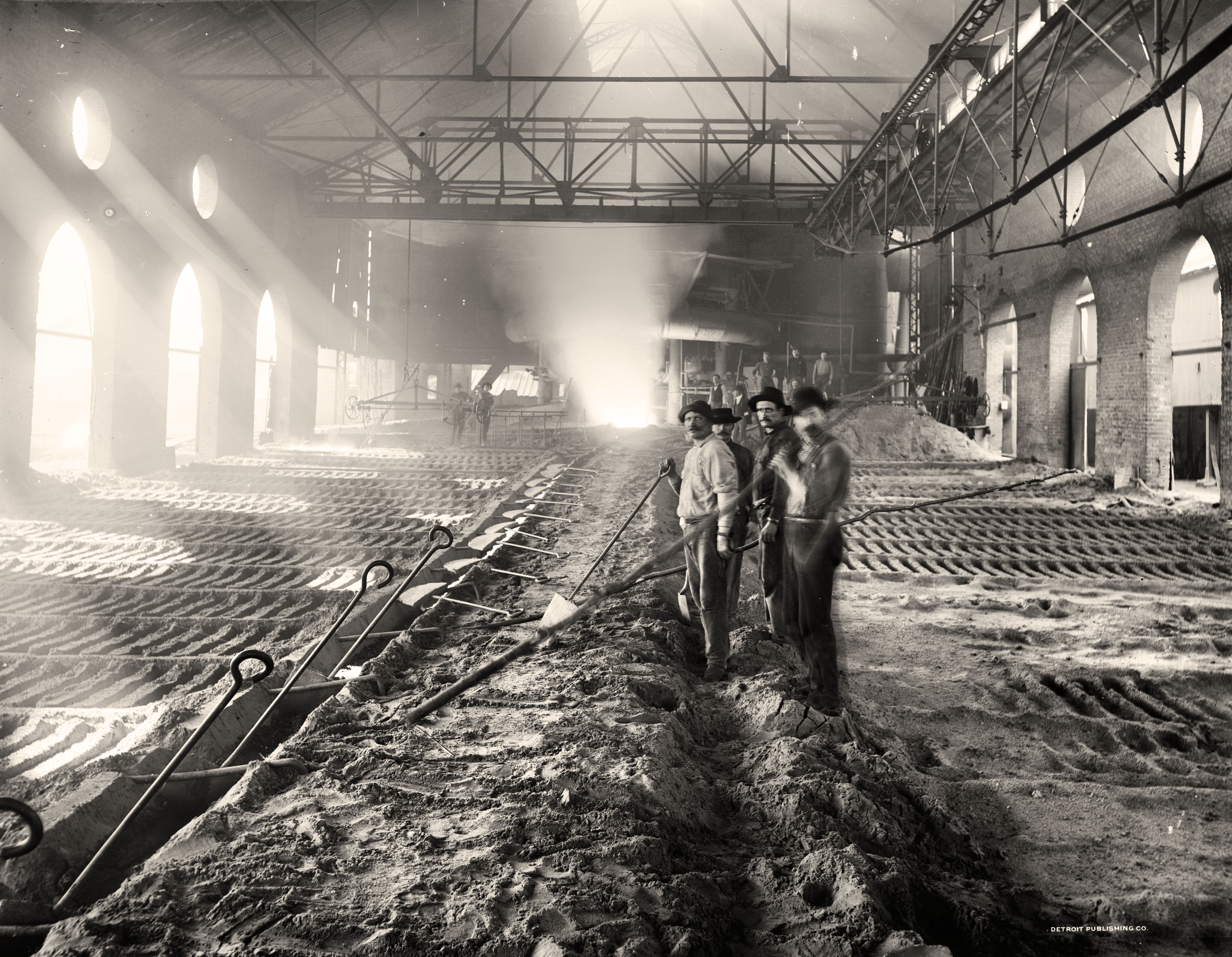
Masselbett in Chicago, Aufnahme um 1900